# Ora e qui
Ora e qui è un singolo del cantautore italiano Yuman, pubblicato il 2 febbraio 2022 su etichetta Universal Music Italia.
Scritto dallo stesso Yuman insieme a Francesco Cataldo e Tommaso Di Giulio, il brano è stato eseguito in gara al Festival di Sanremo 2022 durante la prima serata della kermesse musicale.

## Tracce
1. Ora e qui – 3:38

## Classifiche
| Classifica (2022) | Posizione massima |
| ----------------- | ----------------- |
| Italia            | 38                |